# علم منقول
اسم العلم المنقول هو ما نقل من أسماء الأعلام من شيء سبق استعماله فيه قبل العلمية نحو: ماجد، وحامد، وفاضل، وسالم، وعابد، وثور، وحجر، وأسد.فبعضها منقول عن صفات، وبعضها منقول عن أسماء. قد يكون النقل عن اسم مفرد في لفظه، وقد يكون النقل عن الفعل فقط، وقد يكون النقل عن جملة اسمية أو جملة فعلية.
وإذا نقل اسم العلم من لفظ مبدوء بهمزة وصل، تتغير الهمزة إلى قطع بعد النقل نحو: اعتدال، وانتصار، وابتسام.